# سالي دومينغيز
سالي دومينغيز (بالإنجليزية: Sally Dominguez)‏ هي مخترِعة ومصممة أسترالية، ولدت في 24 أكتوبر 1969.